# Syllitus elguetai
Syllitus elguetai là một loài bọ cánh cứng trong họ Cerambycidae.